# Jagdpanzer VI Jagdtiger
Lo JägdTiger Ausf. B ("carro cacciatore Tigre" in tedesco), conosciuto anche con la denominazione Sd.Kfz. 186, fu un mezzo cacciacarri utilizzato dalla Wehrmacht durante la seconda guerra mondiale.

## Descrizione tecnica
Lo Jagdtiger era un semovente realizzato montando sullo scafo del carro armato prodotto dalla Henschel un poderoso cannone PaK 44 da 128/55 mm in grado di perforare la maggior parte delle corazze avversarie. Una possente casamatta costituita da piastre fortemente inclinate ospitava l'armamento primario mentre una mitragliatrice MG34 era posta in una blindosfera nella parte destra dello scafo. Il peso del veicolo fu portato a 76 tonnellate, il più pesante della guerra fra quelli prodotti in serie, mentre si decise di mantenere il medesimo motore del Tiger II, il che portò ad innumerevoli e frequenti noie alla trasmissione, ai cingoli ed al cambio. L'enorme mole del mezzo richiedeva inoltre cinque litri di benzina a chilometro, una quantità esorbitante per una Germania le cui scorte di carburante erano esigue, e spesso l'equipaggio abbandonò il mezzo senza benzina.

## Impiego operativo
La comparsa sul fronte orientale dei pesanti carri russi IS e IS-2, con le loro artiglierie da 122 millimetri, rendeva obsoleti i pezzi da 88 millimetri che, nelle loro varie incarnazioni, si erano mostrati affidabili in tutti i teatri. La Wehrmacht richiese perciò un nuovo cannone. La possibilità fu offerta dal nuovo 12,8 cm PaK 44 da 128/55 mm, lo stesso con cui si pensava di armare il Maus. D'altronde l'esigua produzione ed il suo peso suggerirono l'impiego su un affusto semovente, quello del Tiger II. Con i mezzi in costruzione si armarono due unità nell'estate del 1944: lo schwere Panzerjäger-Abteilung 653 e lo schwere Panzerjäger-Abteilung 512.
Alcuni mezzi presero parte all'operazione Nordwind, offensiva sussidiaria alla battaglia delle Ardenne, che doveva sfondare le linee statunitensi e delle Forze Francesi Libere in direzione della sacca tedesca di Colmar. Nonostante l'operazione Wacht am Rhein, di cui Nordwind doveva essere supporto e ampliamento, fosse già in piena crisi, l'attacco fu comunque lanciato. I pesantissimi Jagdtiger si mostrarono particolarmente difficili da manovrare nel critico teatro invernale, dove i problemi da freddo si univano alle numerose magagne tecniche dovute al loro peso, ai loro consumi e alle difficoltà logistiche di tenerli riforniti di proiettili e parti di ricambio, anch'essi ingombranti e pesanti.
Nonostante alcune fonti sovietiche affermino il contrario, non vi sono prove certe della partecipazione di questi mezzi alla battaglia di Budapest, in quanto gli esemplari caduti in mano russa possono essere stati catturati inermi in qualche deposito o snodo ferroviario. Nel 1945, a causa della grande carenza di materiali, si decise di armare molti Jagdtiger con il 8,8 PaK 43/3 da 88/71 mm, scartando l'adozione del cannone da 128/55 mm, chiudendone la produzione. In definitiva lo Jagdtiger non ebbe successo: il possente armamento e la corazza non poterono supplire alla scarsa manovrabilità ed affidabilità, senza contare che per un veicolo così lento era praticamente impossibile sfuggire ai cacciabombardieri Alleati, che a partire dal 1944 spadroneggiavano sui cieli tedeschi, specialmente dopo l'inutile "canto del cigno" della Luftwaffe nell'Operazione Bodenplatte.

## Esemplari superstiti
Sono attualmente conservati tre esemplari del semovente:
- Esemplare 305004[8] - The Tank Museum, Bovington (Gran Bretagna)
- Esemplare 305083 - Museo dei mezzi corazzati, Kubinka (Russia)
- Esemplare 305020 - National Armor and Cavalry Museum, Fort Benning (Stati Uniti)